# Falcon Entertainment
Falcon Entertainment, mieux connu comme Falcon Studios, est l'une des plus grandes sociétés productrices de pornographie gay. Le siège de la société se trouve à San Francisco. 

## Histoire
Falcon est créé en 1971 par Chuck Holmes. Les propriétaires de ses principaux concurrents américains (Hot House Entertainment, COLT Studio Group, et Rascal Video - respectivement Steven Scarborough, John Rutherford et Chi Chi LaRue) sont d'anciens réalisateurs de cette société.
Bénéficiant de grands moyens, Falcon est connu pour la qualité de ses films, que certains trouvent aseptisés : images léchées, extérieurs californiens (piscine, lumière, etc.).

## Quelques films
- The Other Side of Aspen, 1979.
- Winner Takes All, 1982.
- Spokes 1, 1983.
- Giant Splash Shots 2, 1987.
- Perfect Summer, 1988.
- Grand Prize, 1993.
- The Abduction 3: Redemption, 1993.
- The New Pledgemaster, 1994.
- The Other Side of Aspen 3, 1995.
- French Connections, 1998.
- Absolute Arid, 1999.
- Out of Athens, 2000.
- Deep South: The Big and the Easy, 2002.
- Defined, 2002.
- Drenched, 2003.
- Cross Country, 2005.
- The Velvet Mafia 1, 2006.
- Asylum, 2008.
- Deep Inside, 2012.
- Summer Lust, 2012.
- Sun Kissed, 2013.
- Poolside, 2015.
- Total Exposure, 2016.
- Urban Spokes, 2017.
- Diary of a Sex Addict, 2019.
- The Chalet, 2020.
- Under the Influencer, 2022.
- Endless Summer, 2023.
- Cumming Home for Christmas, 2023.

## Acteurs
Cette société est connue pour ses acteurs bodybuildés et bronzés, surmembrés. Plusieurs acquièrent un statut de star.
| - Aaron Austin - Aiden Shaw - Al Parker - Árpád Miklós - Billy Brandt - Brad Patton - Brent Corrigan - Brent Everett - Casey Donovan |  | - Chad Donovan - Chad Hunt - Colby Taylor - Diesel Washington - Erik Rhodes - François Sagat - Joey Stefano - John Davenport - John Holmes |  | - Ken Ryker - Kevin Williams - Kristen Bjorn - Matt Gunther - Matthew Rush - Matt Sanchez - Michael Lucas - Matt Ramsey (Peter North) - Pierre Fitch |  | - Ralph Woods - Roman Heart - Steve Cruz - Tom Chase - Topher DiMaggio - Tristan Mathews - Ty Colt - Vince Rockland - Zak Spears |

## Récompenses
- 2000 : Best All Sex Video aux GayVN Awards pour Absolut Arid[1]
- 2000 : Best Video aux Grabby Awards pour Deep South: The Big and the Easy Part 1[2]
- 2004 : Best Classic DVD aux GayVN Awards pour The Other Side of Aspen 2[3]
- 2006 : Best All-Sex Video aux GayVN Awards pour Heaven to Hell[4]
- 2009 : Best Classic Gay DVD aux GayVN Awards pour Best of the 1970s
- 2009 : Best International Video aux Grabby Awards pour Indecent Proposal[2]
- 2021 : Gay Site of the Year aux XBIZ Awards[5]